# Jaime Silva
Jaime de Jesus Lopes Silva, né à Almeida le 21 février 1954, est un haut fonctionnaire et homme politique portugais.

## Biographie
Titulaire d'une licence en économie de l'Institut supérieur d'économie de l'université de Lisbonne, il entre au ministère de l'Agriculture en 1977, où il devient cadre supérieur. Il sera notamment chargé des négociations et à la mise en place de la Politique agricole commune (PAC) au Portugal.
En 1994, il devient administrateur principal à l'Unité de l'industrie alimentaire de la direction générale Entreprises et Industrie  de la Commission européenne, chargé de la coordination des négociations commerciales, bilatérales et multilatérales dans le domaine de l'agro-alimentaire. Il conserve cette fonction jusqu'en 2005.
Parallèlement, il a été conseiller principal de la représentation permanente du Portugal auprès de l'Union européenne entre 2001 et 2002, et porte-parole du comité spécial de l'agriculture du Conseil des ministres de l'Agriculture, également responsable de la coordination des questions agricoles et phyto-sanitaires.
Il publie divers documents et ouvrages sur l'agriculture portugaise, la PAC et la politique commerciale, et participe habituellement à des conférences sur la compétitivité de l'industrie alimentaire.

## Vie politique
Le 14 mai 2005, Jaime Silva est nommé ministre de l'Agriculture, du Développement rural et des Pêches dans le gouvernement dirigé par le socialiste José Sócrates.
Son action ministérielle est critiquée par les associations des secteurs dont il a la charge : protestations des pêcheurs ayant conduit à un blocage des ports , et des confédérations agricoles, qu'il accuse d'être liées à l'extrême-droite et à l'extrême-gauche portugaises.
Il quitte son poste le 26 octobre 2009, lors de la formation du XVIIIe gouvernement constitutionnel par José Sócrates.